# Mercedes-Benz W 31
Mercedes-Benz W 31 — автомашина підвищеної прохідності компанії Daimler-Benz. Була виготовлена 1934 як важка машина підвищеної прохідності Вермахту (нім. Geländewagen für die Wehrmacht). Проектувалась на основі досвіду виготовлення 1926 тривісної моделі Mercedes-Benz G1 для Рейхсверу.

## Історія
Перш за все це була репрезентативна 7-місна машина з трьома рядами сидінь - середній тримісний, решта 2- місні. 
Перша модифікація отримала рядний мотор об'ємом 5018 см³, потужністю 100 к.с. Несинхронізова коробка передач передавала зусилля на задні дві осі, чи на 3 осі. Усі 6 коліс отримали гідравлічні гальма. Машина розвивала швидкість 67 км/год. Було виготовлено 11 машин, що потрапили до Вермахту.
З 1937 встановлювали мотор об'ємом 5252 см³ і потужністю 115 к.с. До 1938 виготовили 16 машин даної модифікації. Нова модифікація 1938 отримала мотор об'ємом 5401 см³ і потужністю 110 к.с. Рейхсканцелярія замовила для Адольфа Гітлера, його штабу W 31, які використовувались в час аншлюсу Австрії, анексії Судет. Загалом до 1939 виготовили 30 машин. Витрата палива на 100 км виносила 28 л (вулиця), 38 л (бездоріжжя).
З 57 виготовлених Mercedes-Benz W31 збереглось 3 машини. Один у Музеї техніки в Зінсгаймі, другий у автопарку королів Іспанії (подарунок Гітлера Франциско Франко), третя у Голлівуді, де використовувалась у фільмах про Другу світову війну.

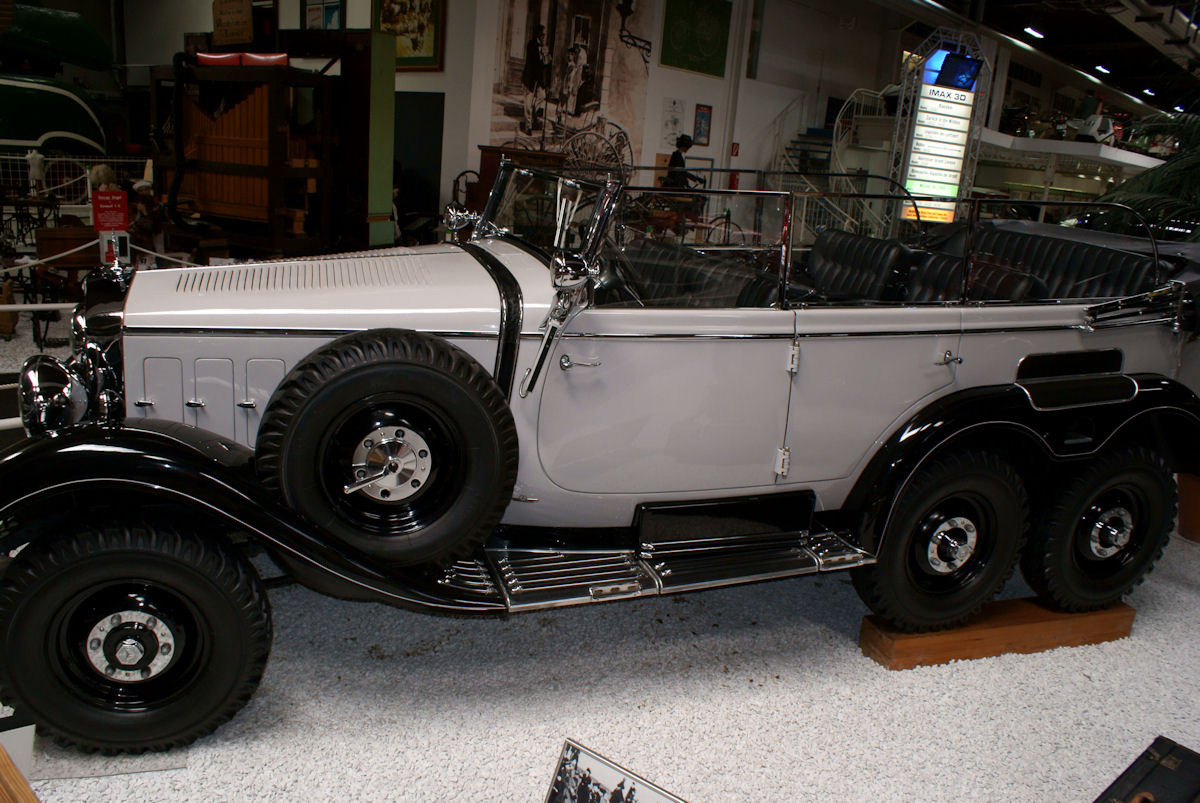
Mercedes-Benz W 31